# Campañas antárticas de Argentina
La República Argentina lleva adelante cada año en forma ininterrumpida desde 1947 la Campaña Antártica de Verano, durante la cual se releva al personal que invernó en la Antártida, se provee de abastecimientos a las bases y se realizan tareas de investigación y observación. Desde 1904 cada verano un barco realizaba el relevo de las instalaciones en las islas Orcadas del Sur.

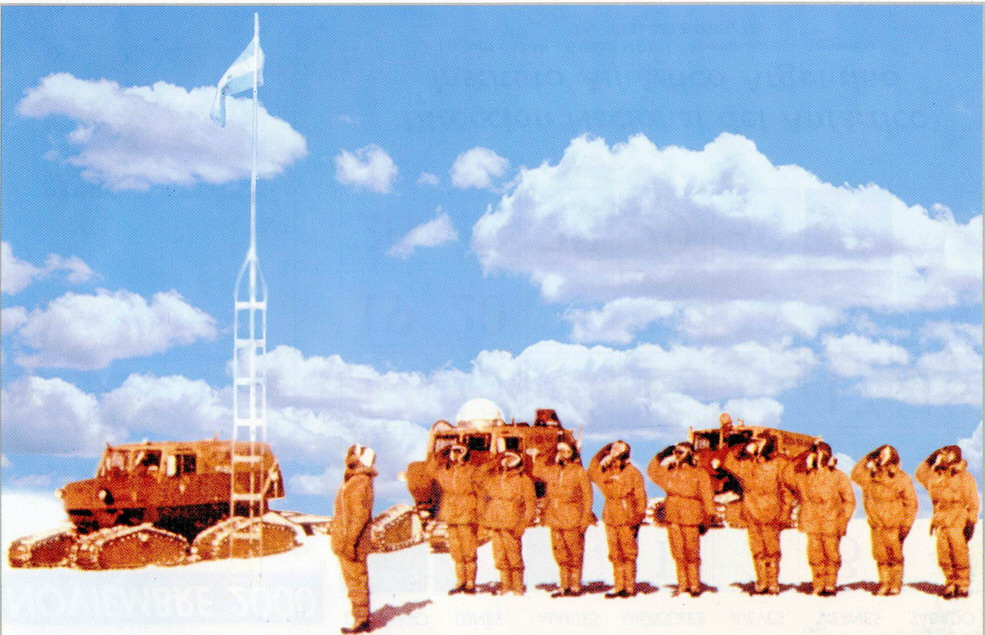
Los expedicionarios de la Operación 90 saludando la bandera argentina en el polo sur.

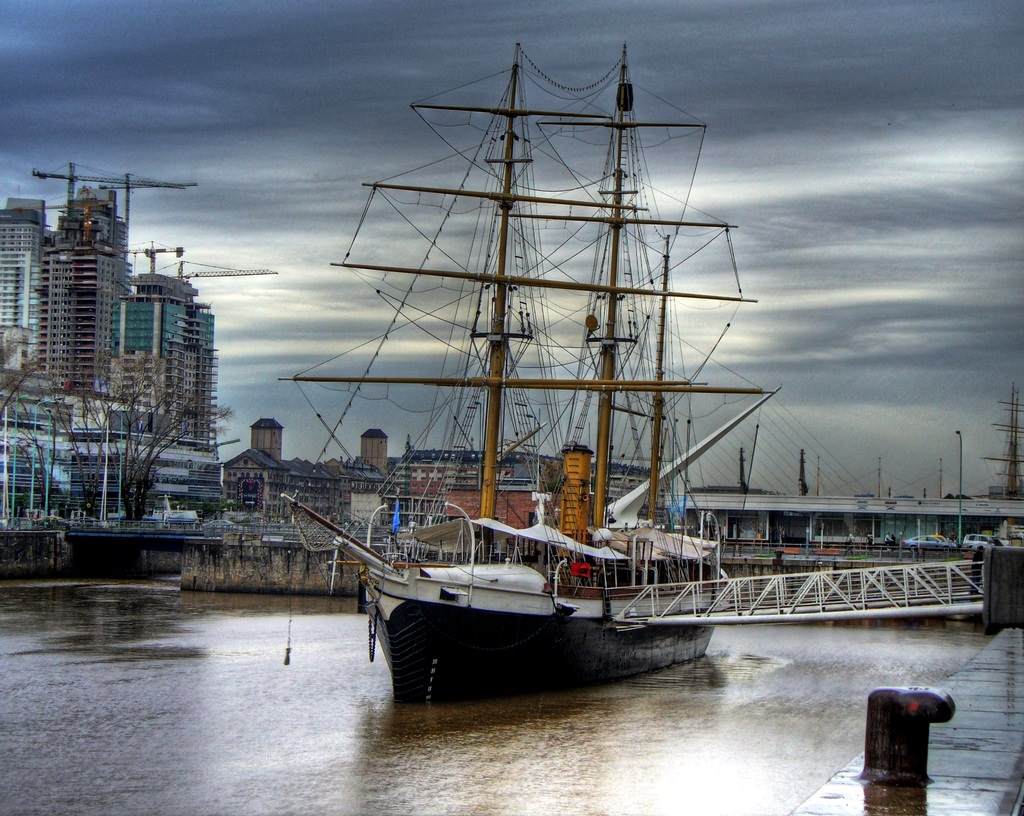
Corbeta ARA Uruguay.

## Antecedentes de viajes argentinos a la Antártida
En 1815 el almirante Guillermo Brown alcanzó los 65° S mientras viajaba al océano Pacífico en la fragata Hércules y el bergantín Santísima Trinidad, no avistó tierra pero sí indicios de su existencia.
En 1819 la polacra argentina San Juan Nepomuceno al mando del capitán Carlos Tidblon viajó a las islas Shetland del Sur para cazar focas y lobos, regresando a Buenos Aires el 22 de febrero de 1820 con 14 600 cueros de focas. Es el primer barco del que se tiene registro que se dirigió de cacería a esas islas. El bergantín estadounidense Hersilia, en el que viajaba Nathaniel Palmer, siguió al foquero argentino Spíritu Santo hasta las islas Shetland del Sur en diciembre de 1819.
En 1852 Luis Piedrabuena viajó en el ballenero estadounidense John E. Davison hasta la bahía Margarita, en donde acampó un mes.
El 21 de diciembre de 1901 la Expedición Antártica Sueca, dirigida por Otto Nordenskjöld, partió de Buenos Aires a bordo del Antarctic. Viajaba en ella el alférez de fragata José María Sobral. El Antarctic quedó atrapado entre los hielos, por lo que debieron construir un refugio en la isla Cerro Nevado. El 10 de noviembre de 1903 fueron rescatados por la corbeta ARA Uruguay al mando del teniente de navío Julián Irizar.

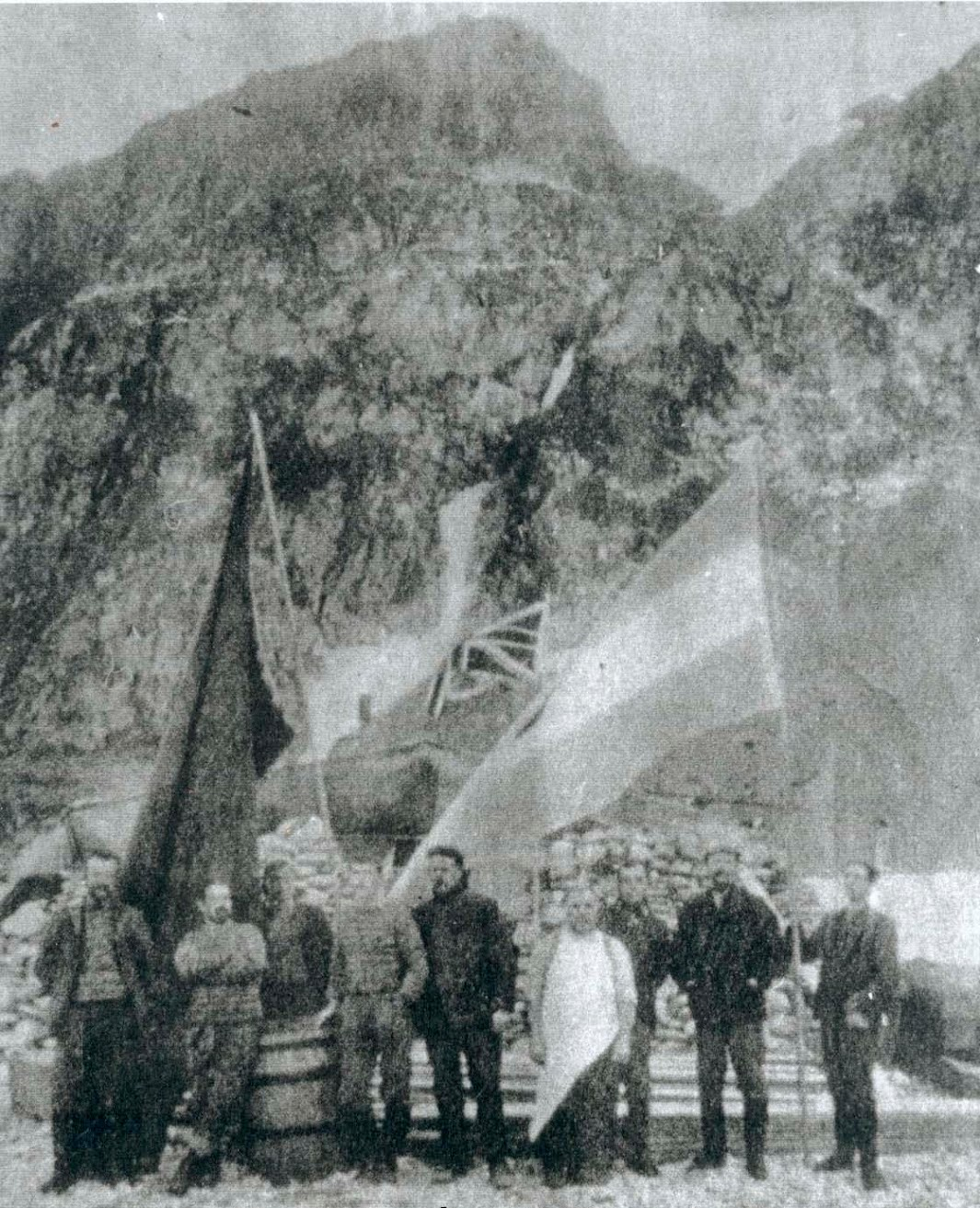
Toma de posesión argentina del observatorio de la isla Laurie.

A principios de 1903 la Expedición Antártica Nacional Escocesa encabezada por William Speirs Bruce llegó a las islas Orcadas del Sur a bordo del Scotia, que quedó atrapado en el hielo en la isla Laurie, en donde construyeron un refugio denominado Omond House y pasaron el invierno. Una vez libre de hielo se dirigieron a Buenos Aires en donde vendieron al gobierno argentino las instalaciones construidas en Laurie y el presidente Julio Argentino Roca por decreto del 2 de enero de 1904 aceptó la venta. El Scotia regresó a Laurie con la comisión argentina que recibió las instalaciones el 22 de febrero de 1904, quedando a cargo de la Oficina Meteorológica Nacional del Ministerio de Agricultura. La primera dotación estaba compuesta por Roberto C. Mossman (jefe del Observatorio de las Orcadas del Sud), Edgard C. Szmula (de la Oficina Meteorológica Argentina), Luciano H. Valette (de la oficina de Zoología del Ministerio de Agricultura), Hugo Acuña (de la división de Ganadería y encargado de estafeta postal Orcadas del Sud) y Williams Smith (cocinero), un miembro de la expedición escocesa.
El 16 de noviembre de 1904 con un contingente de unas 30 personas comenzó la construcción de la factoría ballenera de la Compañía Argentina de Pesca en Grytviken en las islas Georgias del Sur, a cargo del ballenero noruego Carl Anton Larsen, quien había sido capitán del Antarctic. Luego del rescate de la tripulación de ese barco, permaneció en Buenos Aires fundando la compañía, viajó a las Georgias del Sur con los barcos Fortuna, Louise y Rolf. Al mando del teniente de navío Alfredo P. Lamas, el buque transporte argentino ARA Guardia Nacional llegó a la bahía Cumberland (desde entonces llamada Guardia Nacional) el 1 de febrero de 1905, descargando pertrechos y 1000 toneladas de carbón durante dos semanas, prestando apoyo a la construcción de la factoría y zarpando de regreso el 30 de junio, luego de realizar diversas tareas en las islas. En enero de 1905 el Ministerio de Agricultura de la República Argentina autorizó a la Compañía Argentina de Pesca a establecer una estación meteorológica y magnética en Grytviken.

## Viajes de relevo a Orcadas del Sur
El 10 de diciembre de 1904 la corbeta ARA Uruguay arribó al observatorio de las Orcadas del Sud al mando del capitán de fragata Ismael Galíndez (zarpó de Buenos Aires el 10 de diciembre de 1904), relevó a la dotación, viajó a la isla Decepción y exploró la costa occidental de la península Antártica hasta los 64°57′ S en busca del buque Le Français de la Tercera Expedición Antártica Francesa liderada por Jean-Baptiste Charcot (que estaban en la isla Booth o Wandel). El hielo no les permitió continuar más al sur y arribó a Buenos Aires el 8 de febrero de 1905.
El relevo del verano de 1905-1906 realizado por el Le Français, comprado a Charcot y renombrado ARA Austral. Zarpó de Buenos Aires en diciembre de 1905 al mando del teniente de navío Lorenzo Saborido, pero se fracasó en el intento de instalar un observatorio magnético en la isla Booth. Luego de ser reparado, el ARA Austral inició el viaje de relevo de 1906-1907 al mando del teniente de navío Arturo Celery, pero naufragó el 9 de diciembre de 1907 en el banco Ortiz cuando navegaba por el canal Punta Indio del Río de la Plata. Fue necesario alistar a la ARA Uruguay, que zarpó el 13 de diciembre de 1906 comandada por el teniente de navío Ricardo Hermelo. El 12 de febrero de 1907 arribó de regreso a Buenos Aires.
Entre 1908 y 1911 el relevo fue realizado por la corbeta ARA Uruguay, recalando algunas veces en las islas Georgias del Sur. El 15 de enero de 1908 zarpó de Buenos Aires por la ruta habitual rumbo a Ushuaia, el estrecho de Magallanes y Punta Arenas, al mando del teniente de navío Jorge Yalour, regresando el 28 de marzo de 1908. El viaje de 1909 estuvo al mando del teniente de navío Carlos Somoza y zarpó el 14 de enero de 1909 recalando al regreso en las Georgias del Sur. El de 1910 zarpó al mando del teniente de navío César Maranga el 23 de enero de 1910 haciendo escala en las islas Malvinas, arribando de regreso el 24 de febrero de 1910. El siguiente viaje al mando del teniente de navío Guillermo Llosa partió el 27 de enero de 1911 con rumbo directo a las Orcadas del Sur, regresando por las Georgias del Sur y arribando a Buenos Aires el 15 de marzo de 1911.
El relevo de 1912 fue realizado por el Deutschland de la Segunda Expedición Antártica Alemana liderada por Wilhelm Filchner.
Los relevos de 1913 y 1914 fueron realizados por la Compañía Argentina de Pesca mediante el barco de vapor Harpon hasta las Georgias del sur, y desde allí con el barco Undine hasta las Orcadas del Sur.
El relevo de 1915 fue realizado por la corbeta ARA Uruguay al mando del teniente de navío Ignacio Espíndola. Zarpó el 29 de enero de 1915, regresando el 11 de marzo de 1915 vía Georgias del Sur.
En 1916 el relevo fue realizado nuevamente por el Harpon y el Undine y el de 1917 por el Harpon hasta las Georgias del Sur, continuando el ballenero Karl hasta las Orcadas del Sur.
Entre 1918 y 1922 fue nuevamente comisionada la corbeta ARA Uruguay. El 18 de febrero de 1918 zarpó al mando del teniente de navío Eleazar Videla, retornando vía Georgias del Sur. Entre el 14 de febrero de 1919 y el 22 de marzo de 1919 lo hizo al mando del teniente de navío Jorge Games, zondeando el canal Washington. En 1920 fue al mando del teniente de navío Daniel Capanegra Davel, en 1921 del teniente de navío Domingo Casamayor y en su último viaje a la Antártida en 1922 fue al mando del teniente de navío Emilio Lajous.
El relevo de 1923 fue realizado por el transporte ARA Guardia Nacional al mando del capitán de fragata Ricardo Vago hasta Grytviken, desde allí viajó a las Orcadas del Sur el ballenero Rosita de la Compañía Argentina de Pesca para relevar a la dotación. El relevo de 1924 volvió a ser realizado por el ARA Guardia Nacional hasta las Georgias del Sur y desde allí a las Orcadas del Sur por el ballenero Karl.
El relevo de 1925 fue realizado por el transporte ARA 1º de Mayo. Entre mayo y junio el balizador ARA Alférez Mackinlay hizo un viaje invernal a las Orcadas del Sur.

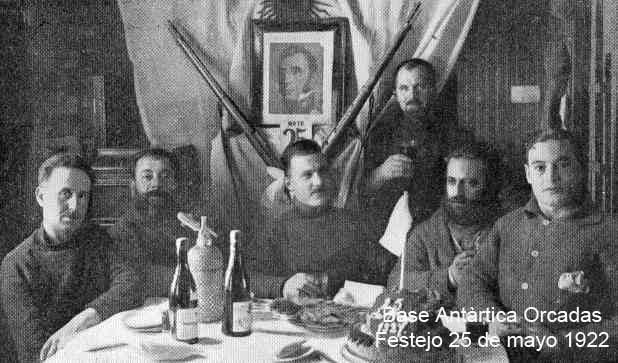
Festejo del 25 de mayo de 1922 en Orcadas.

Entre 1926 y 1930 el relevo de las Orcadas del Sur fue realizado por la Compañía Argentina de Pesca. En 1926 el ballenero Tijuca viajó de Buenos Aires hasta las Georgias del Sur y desde allí el Don Ernesto lo hizo hasta las Orcadas del Sur, regresando luego en el ballenero Harpon II desde las Georgias del Sur hasta Montevideo. En 1927, 1928, 1929 y 1930 la operación fue realizada por los balleneros Tijuca y Foca.
En el verano de 1930-1931 el relevo fue realizado por el transporte ARA 1º de Mayo.
En 1932 lo hizo el ballenero a vapor Rata de la Compañía Argentina de Pesca.
En 1933 el relevo fue hecho por el transporte ARA Pampa. En 1934 volvió el Rata a relevar la dotación y entre 1935 y 1939 lo hizo el ARA Pampa.
En 1940 el relevo fue hecho por el transporte ARA Chaco, ese año se creó la Comisión Nacional del Antártico. El ARA Pampa volvió a hacerlo en 1941.
En 1942 el relevo fue hecho por el ballenero Díaz de la Compañía Argentina de Pesca. Ese año viajó a la Antártida el transporte ARA 1º de Mayo, visitando la isla Decepción en la que tomó posesión formal de la misma el 8 de febrero. Luego hizo lo mismo en el archipiélago Melchior y en las islas Argentina el 20 y 24 de febrero. El 1 de marzo de 1942 fue instalado el primer faro (Faro 1° de Mayo) de la Armada Argentina en la Antártida, ubicado en la isla 1° de Mayo del archipiélago Melchior. También fueron instaladas dos balizas ciegas (isla Decepción y Observatorio). Un hidroavión monomotor biplaza Stearman ARA 1-E-41 del transporte ARA 1º de Mayo, piloteado por el teniente de navío Eduardo Lanusse, sobrevoló el 7 de febrero de 1942 la isla Decepción, realizando el primer vuelo argentino en la Antártida. El 11 de febrero sobrevoló también el archipiélago Melchior.
En 1943 y 1944 el ARA Pampa relevó la dotación de Orcadas del Sur, mientras que el ARA 1° de Mayo viajó en 1943 a las Melchior y a la bahía Margarita para retirar instrumental de la expedición del almirante estadounidense Richard Byrd. En 1945 y 1946 el relevo estuvo a cargo del ARA Chaco. El 20 de febrero de 1946 fue realizada en el Observatorio Orcadas del Sud la primera misa en la Antártida por el sacerdote católico jesuita español Felipe Lérida, quien viajó en el ARA Chaco.

## Campañas antárticas de verano

### Campaña Antártica de 1947

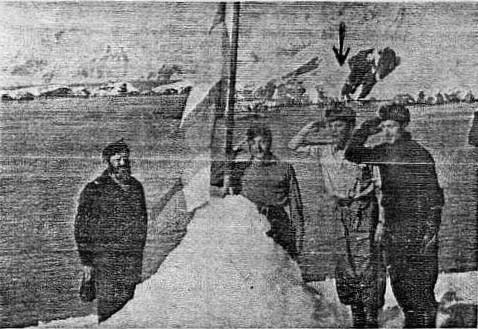
Izado de la bandera argentina en el destacamento naval Melchior.

La primera gran campaña antártica argentina se realizó entre enero y abril de 1947 al mando del capitán de fragata Luis M. García. Participaron los transportes ARA Patagonia (con el avión embarcado Supermarine Walrus 2-0-24) y ARA Chaco, el buque tanque ARA Ministro Ezcurra (comandante: capitán de corbeta Carlos A. Viñuales), los patrulleros ARA King y ARA Murature, el rastreador ARA Granville y el ballenero Don Samuel.
El 8 de marzo de 1947 fue puesto en servicio el Faro Patagonia, ubicado a 64°53′S 63°36′O / -64.883, -63.600 en la isla Doumer. El destacamento naval Melchior, junto con el observatorio meteorológico Melchior, fueron inaugurados el 31 de marzo en la isla Observatorio, archipiélago Melchior, siendo su primer comandante el teniente de fragata aviador naval Juan Nadaud.
En la temporada invernal estudiaron el comportamiento de los hielos y del clima en el norte de la península Antártica y el pasaje de Drake los rastreadores ARA Fournier, ARA Robinson, ARA Spiro y ARA Bouchard. Entre noviembre y diciembre el ARA Granville volvió a la Antártida. El 13 de diciembre un avión Douglas C-54 cruzó el círculo polar antártico al mando del contraalmirante aviador naval Gregorio Portillo y piloteado por el capitán de corbeta aviador naval Gregorio Lloret. Viajaron durante 15 horas y media desde Comandante Luis Piedra Buena (Santa Cruz), retornando al mismo lugar.

### Campaña Antártica de 1947-1948

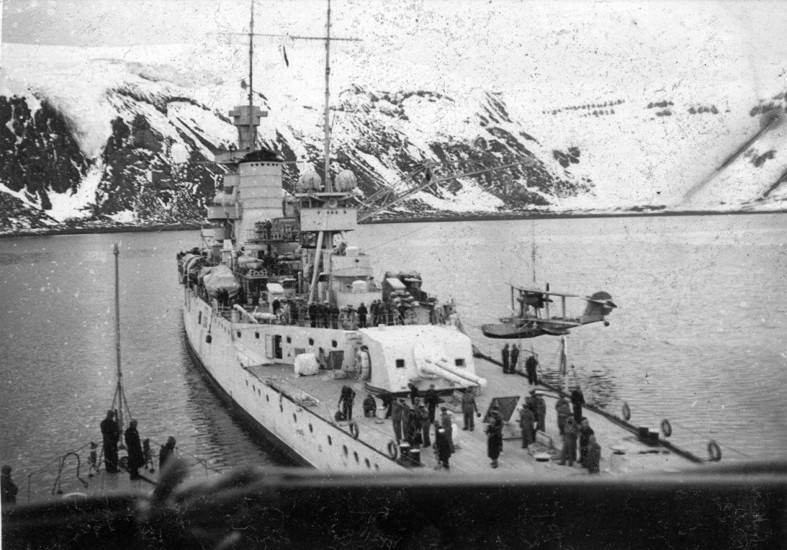
El crucero ARA Almirante Brown en la isla Decepción.

Contó con el patrullero ARA King, el transporte ARA Pampa, el buque-tanque ARA Ministro Ezcurra, el rastreador ARA Seaver y los remolcadores ARA Charrúa, ARA Chiriguano y ARA Sanavirón. El Destacamento Naval Decepción fue inaugurado el 25 de enero, siendo su primer comandante fue el teniente de navío aviador naval Roberto Cabrera. La Flota de Mar realizó maniobras en la Antártida durante el mes de febrero de 1948 con los cruceros ARA Almirante Brown y ARA 25 de Mayo, los destructores ARA Santa Cruz, ARA Misiones, ARA Entre Ríos, ARA San Luis, ARA Mendoza y ARA Cervantes. Entre febrero y octubre estuvieron viajando a la Antártida los rastreadores ARA Parker, ARA Fournier, ARA Robinson y ARA Bouchard.

### Campaña Antártica de 1948-1949
Fue llevada a cabo por las fragatas ARA Sarandí y ARA Heroína, los remolcadores ARA Sanavirón (A-8) y ARA Chiriguano, los transportes ARA Pampa y ARA Chaco y el buque-tanque ARA Punta Ninfas.
El 4 de abril de 1949 fue inaugurada en Puerto Neko, bahía Andvord de la costa Danco, la Estación de Salvamento y Observatorio Pingüino, conjuntamente con el refugio naval Neko, posteriormente llamado refugio naval Capitán Fliess. Desde puerto Neko La Sociedad Científica Argentina llevó a cabo la primera expedición terrestre argentina hacia el interior de la península. Por primera vez una institución civil, el Museo Argentino de Ciencias Naturales Bernardino Rivadavia, realizó estudios biológicos en la Antártida.

### Campañas anuales posteriores a 1949
- Campañas antárticas de Argentina (1950 a 1959)
- Campañas antárticas de Argentina (1960 a 1969)
- Campañas antárticas de Argentina (1970 a 1979)
- Campañas antárticas de Argentina (1980 a 1989)
- Campañas antárticas de Argentina (1990 a 1999)
- Campañas antárticas de Argentina (2000 a 2009)
- Campañas antárticas de Argentina (2010 a 2019)